# Rattus detentus
Rattus detentus є видом пацюків з Папуа Новій Гвінеї.

## Середовище проживання
Цей вид є ендеміком острова Манус в Папуа Новій Гвінеї і, можливо, сусіднього острова Лос-Негрос.
Велика ймовірність, що він наземний. Тварини були знайдені поблизу невеликого струмка.

## Загрози
Ймовірна загроза пов'язана з перетворенням та порушенням середовища проживання. До середини 1990-х років ліс на Манусі залишався майже неушкодженим. Нинішня (2016) ситуація полягає в тому, що велика частина низин на Манусі є мозаїкою плантацій та/чи натуральних садів і вторинних лісів, і лісозаготівля ведеться на багатьох ділянках, залишаючи недоторканими низинні ліси, обмежені невеликими ділянками. Схоже, що цей вид здатний переносити певні порушення середовища існування та хижацтво людини. Іншими загрозами, ймовірно, є хижацтво з боку диких котів (Felis catus) та поширення інтродукованих гризунів.